# Vallon des Gourgs Blancs
Pour les articles homonymes, voir Gourgs Blancs (homonymie).
Le vallon des Gourgs Blancs est une haute vallée glaciaire de la chaîne de montagnes des Pyrénées, au-dessus de la ville de Loudenvielle dans le Louron, dans le département français des Hautes-Pyrénées en Occitanie.

## Toponymie
Gourg, gorga en occitan a le sens de « lac profond ». On trouve au pied du pic, sur son versant nord français, les lacs des Gourgs Blancs. On les appelait Gourgs Blancs à cause de leur couleur d'un bleu laiteux.

## Géographie

### Situation
Orientée sud-est–nord-ouest, la vallée s'étend sur environ 7 km de longueur avec une largeur entre 2,5 km et 1,5 km.
Le vallon des Gourgs Blancs est une vallée coincée entre le vallon d'Aygues Tortes au sud et à l’ouest, la vallée du Larboust à l’est dans la Haute-Garonne, la vallée de la Neste du Louron au nord et la vallée de Chistau dans l'Aragon au sud-est.
Elle est comprise entièrement dans la commune de Loudenvielle.
Le vallon est dans le massif de Perdiguère et la partie sud-est de la vallée est située sur la frontière franco-espagnole.

### Topographie
Le vallon des Gourgs Blancs est surplombé au sud par des sommets avoisinant les 3 000 mètres :
- au nord et à l’est : le pic de Hourgade (2 964 m), le pic d’Arrouge (2 925 m), le pic des Hermitans (2 814 m), le pic des Isclots (2 924 m), la pic Marcel Spont (2 944 m), le pic Belloc (3 008 m), le pic des Spijeoles (3 065 m) et le pic Gourdon (3 034 m) ; le col des Gourgs Blancs (2 877 m) permet le passage vers la Haute-Garonne ;
- au sud et à l’ouest : le pic de Quartau (2 541 m), pic de Lègnes (2 646 m), la pyramide de Pouchergues (2 885 m), le pic Saint-Saud (3 003 m), le pic Camboue (3 043 m) et le pic des Gourgs Blancs (3 129 m) ; le col de Quartau (2 504 m), le col de Lègnes (2 576 m) et le col de Pouchergues (2 718 m) permettent le passage vers le vallon d’Aygues Tortes ;
- au sud-est : le pic des Gourgs-Blancs (3 129 m).

### Hydrographie
Le ruisseau de Caillauas qui est un affluent droit de la Neste du Louron et qui le rejoint au niveau du refuge de la Soula, coule au centre de la vallée à travers les lacs.
On y trouve les lacs tels que le lac de Caillauas ainsi que le glacier des Gourgs Blancs qui alimente en eau les différents lacs des Gourgs Blancs :
- le lac du Milieu des Gourgs Blancs (2 528 m) ;
- le laquet du Milieu des Gourgs Blancs (2 500 m) ;
- le lac supérieur des Gourgs Blancs (2 670 m) ;
- le lac des Isclots des Gourgs Blancs (2 398 m).

## Histoire
La vallée est inhabitée, les seules structures sont des granges.

## Protection environnementale
Le vallon fait partie d'une zone naturelle protégée, classée ZNIEFF de type 2 : vallée du Louron.

## Voies de communication et transports
On accède au vallon des Gourgs Blancs par la route au sud de Loudenvielle; la route départementale 725, au départ du pont de Prat à la centrale hydro-électrique de Tramezaygues. Il faut ensuite traverser les gorges de Clarabide par un chemin très escarpé jusqu'à la construction d'un chemin plus sûr construit par les Ponts et Chaussées, et rejoindre le refuge de la Soula. 